# Carnaubais
Carnaubais är en kommun i Brasilien.   Den ligger i delstaten Rio Grande do Norte, i den östra delen av landet, 1 700 km nordost om huvudstaden Brasília. Antalet invånare är 9 775.
Omgivningarna runt Carnaubais är huvudsakligen savann. Runt Carnaubais är det ganska tätbefolkat, med 52 invånare per kvadratkilometer.